# Francis William Farrell

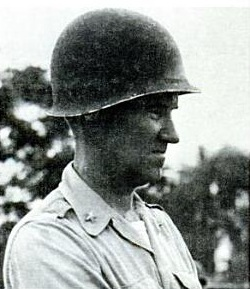
Francis William Ferrell

Francis William Farrell (* 28. Mai 1900 in Chicago, Illinois; † 27. Januar 1981 in Arlington, Virginia) war ein Generalleutnant der United States Army.
Im Jahr 1920 graduierte Francis Farrell an der United States Military Academy in West Point. Anschließend wurde er als Leutnant der Infanterie zugeteilt. In der Armee durchlief er anschließend alle Offiziersränge vom Leutnant bis zum Drei-Sterne-General.  Im Jahr 1921 absolvierte er den Infantry Officer Course. Danach war er unter anderem beim 35. Infanterie-Regiment auf Hawaii und in China stationiert. Im Jahr 1926 wechselte er zur Artillerie und absolvierte 1928 den Field Artillery Officer Course. Danach war er als Lehrer an der Akademie in West Point tätig. Im Jahr 1939 absolvierte Farrell das Command and General Staff College in Fort Leavenworth in Kansas. Diese Schule schuf ihm die Voraussetzung für die Übernahme höherer Kommandeursstellen im weiteren Verlauf seiner militärischen Karriere.
Zwischen 1939 und 1942 war Francis Farrell zunächst Lehrer und dann Stabsoffizier an der Field Artillery School. Anschließend wurde er ab Dezember 1942 Stabschef und später Kommandeur der Artillerie der 11. Luftlandedivision. Diese nahm zunächst noch nicht am Zweiten Weltkrieg teil. Im Frühjahr 1944 wurde die Einheit von San Francisco aus nach Neuguinea zu Trainingszwecken verlagert. Erst im November 1944 griff sie aktiv in das Kriegsgeschehen ein.
Nach dem Krieg übernahm Farrell das Kommando über die Artillerie der 13. Luftlandedivision. Dieses Kommando behielt er bis zur Auflösung der Einheit am 15. Februar 1946. Zwischen Februar und Oktober 1946 war er Stabschef der 82. Luftlandedivision. In den Jahren 1946 bis 1948 war Farrell Leiter der Flugabteilung des Ausbildungsverbands Army Ground Forces. Dann wurde er auf die Sandia Base in New Mexico versetzt, wo er die Abteilung für technische Ausbildung (Technical Training Group) leitete. In den Jahren 1950 und 1951 war Farrell Leiter der militärischen Beratungskommission (Korean Military Advisory Group) für das südkoreanische Militär. Danach war er für einige Monate Stabsoffizier (Deputy Assistant Chief of Staff for Operations) im Department of the Army.
Zwischen dem 6. Oktober 1953 und dem 4. Juli 1955 kommandierte Farrell in der Nachfolge von Gerald J. Higgins die 82. Luftlandedivision. Danach wurde er als Berater für nationale Sicherheitsfragen (Special Assistant for National Security Affairs) Stabsoffizier bei den Joint Chiefs of Staff. Dieses Amt bekleidete er bis 1957. Vom 17. August 1957 bis zum 31. März 1959 war Farrell als Nachfolger von Lemuel Mathewson kommandierender General des V. Corps, dessen Hauptquartier sich im I.G.-Farben-Haus in Frankfurt am Main befand. In den Jahren 1959 und 1960 war er Oberbefehlshaber der 7. US-Armee. Diese ist nicht zu verwechseln mit der United States Army Europe. Die 7. Armee war vor dem 1. Dezember 1966 eine USAREUR unterstellte Einheit. Erst danach verschmolzen beide Einheiten. Daher wird Farrell nicht in der Liste der Kommandeure von USAREUR aufgeführt.
Im Jahr 1960 ging Francis Farrell in den Ruhestand, den er in Arlington verbrachte. In den Jahren 1960 bis 1963 war er einer der Direktoren der Zivilverteidigung des Bundesstaates New York. Der seit 1931 mit Anne Ramsey (1909–2011) verheiratete Generalleutnant starb am 27. Januar 1981 und wurde auf dem Nationalfriedhof Arlington beigesetzt.

## Orden und Auszeichnungen
Francis Farrell erhielt im Lauf seiner militärischen Laufbahn unter anderem folgende Auszeichnungen:
- Army Distinguished Service Medal
- Silver Star
- Legion of Merit
- Bronze Star Medal
- Air Medal (2-Mal)